# Kościół św. Małgorzaty w Chojnie
Kościół świętej Małgorzaty w Chojnie – rzymskokatolicki kościół parafialny należący do parafii pod tym samym wezwaniem (dekanat Kcynia diecezji bydgoskiej).

## Historia
Jest to świątynia wzniesiona w 1776 roku. Ufundowana została przez Macieja Mielżyńskiego starostę wałeckiego. Remontowana była w 1836 i 1894. W latach 1974–76 został zmieniony wystrój wnętrza z położeniem boazerii. Remontowana ponownie była w latach 2000–03 (dobudowano wówczas nową zakrystię).

## Architektura i wyposażenie
Budowla jest szachulcowa, jednonawowa, charakteryzuje się konstrukcją mieszaną: zrębową od wewnątrz i słupowo-ramową wypełnioną cegłą od zewnątrz. Kościół jest orientowany. Jego prezbiterium jest mniejsze w stosunku do nawy, zamknięte jest trójbocznie, z boku jest umieszczona zakrystia. Od frontu znajduje się wieża, nadbudowana nad nawą, wzniesiona w konstrukcji słupowej. Zwieńcza ją czworokątny dach piramidalny. Wejście główne od frontu osłania daszek podparty dwoma słupami. Świątynię nakrywa dach dwukalenicowy, pokryty dachówką. Wnętrze jest wyłożone boazerią. Nawa nakryta jest płaskim stropem belkowym, natomiast prezbiterium stropem z fasetą. Chór muzyczny jest podparty dwoma słupami i posiada wystawkę w części środkowej. Belka tęczowa jest ozdobiona krucyfiksem z XVIII wieku. Ołtarz główny w stylu późnobarokowym pochodzi z 1 połowy XVIII wieku (przeniesiony został w 1863 roku z kościoła pobernardyńskiego w Gołańczy). Dwa ołtarze boczne: w stylu barokowym i regencyjnym powstały w 1 połowie XVIII wieku. Ambona i chrzcielnica w stylu barokowym zostały wykonane w XVIII wieku.